# پورابکی (استان اوپوله)
پورابکی (به لهستانی: Porąbki) یک منطقهٔ مسکونی در لهستان است که در گمینا رودنگکی واقع شده‌است. پورابکی ۸۶ نفر جمعیت دارد.